# Jáchym Metelka
Jáchym Metelka (18. března 1853, Sklenařice – 17. prosince 1940, Jilemnice) byl učitel, ředitel, muzikant a významný kulturní činitel v Jilemnici, známý zejména pro vybudování mechanického betlému.

## Životopis
Jáchym Metelka se narodil ve Sklenařicích jako syn tamního sedláka a písmáka Jáchyma Metelky st. Jeho otec a jeho bratr Václav vytvořili betlém, který teď vlastní Severočeské muzeum v Liberci. Betlém Metelkova bratrance Jana je vystaven v muzeu ve Vysokém nad Jizerou. Studoval na reálném gymnáziu v Liberci a v Novém Bydžově a poté na učitelském ústavu v Praze, kde roku 1872 maturoval. Od 6. října 1872 do 12. března 1877 působil na obecné škole ve středočeském Neveklově.
V roce 1891 byla v Jilemnici rozdělena obecná škola na čtyřtřídní chlapeckou a pětitřídní dívčí školu, přičemž 30. 3. 1897 byl Jáchym Metelka jmenován prozatímním, o rok později pak definitivním ředitelem dívčích škol. Učil také češtinu, zpěv, zeměpis a na pokračovací průmyslové škole kreslení a rýsování.
V roce 1891 bylo také rozhodnuto o vybudování muzea v Jilemnici. Jáchym Metelka zasedl v čele odboru pro budování muzea (spolu s Josefem Šírem, Ludvíkem Schmidem či Františkem Jeriem). Metelka se tehdy velmi přičinil o to, aby první expozici bylo věnováno místo v nově vybudované budově školy. Po několika stěhování, kdy muzeum vystřídalo prostory staré radnice či fary, se přestěhovalo do budovy nové radnice. Metelkovi bylo poté uděleno čestné občanství města Jilemnice za mimořádné zásluhy. Roku 1894 se stal správcem muzea a v této funkci vydržel až do třicátých let 20. století, kdy jej vystřídal učitel a historik Jaromír Horáček.
Taktéž sestrojil řadu pedagogických pomůcek (mimo jiné třeba otáčecí tabuli), za což byl mnohokrát oceněn.
Jáchym Metelka je pochován v katolické části jilemnického hřbitova.

## Rodina

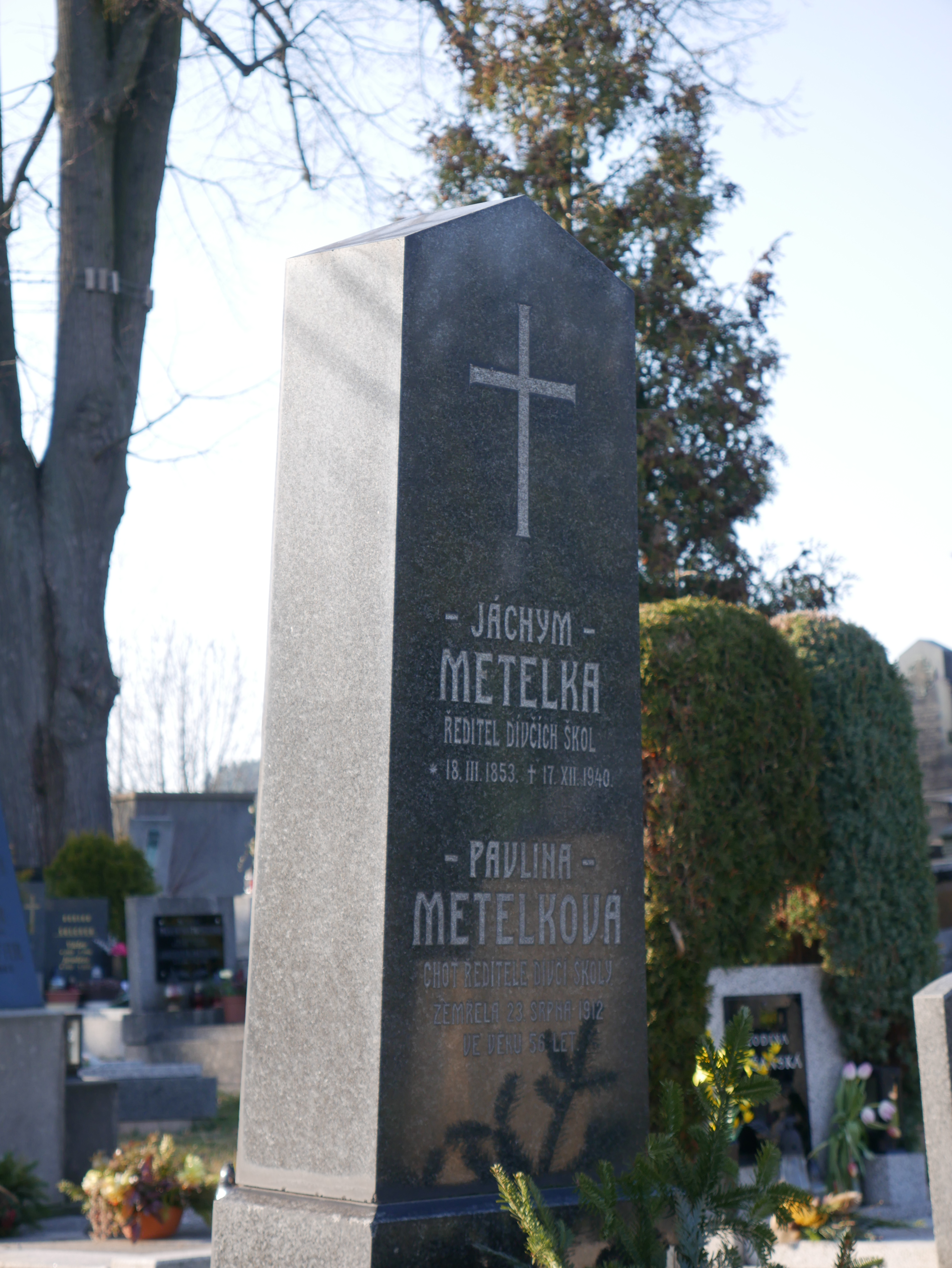
Hrob Jáchyma Metelky na Jilemnickém hřbitově

Jeho otec, krejčí a betlémař, Jáchym Metelka st. došel na vandru až do Terstu během revolučních let 1848. Strávil rok mezi Italy bojujícími za svobodu (kdy snad mj. šil kabáty bojovníkům Giuseppe Garibaldiho) V Itálii dostala mocnou posilu nejen Jáchymova národní hrdost a svobodomyslnost, ale i jeho výtvarné nadání. Možná už zde jej okouzlila krása jesliček a je možné, že z uměleckých památek Itálie na krkonošského horala nejvíce zapůsobily právě betlémy. Později začal sestavovat mechanický betlém, dodnes umístěný v Severočeském muzeu v Liberci.
Jeho bratr, Václav Metelka (1866–1954), byl rolník, ředitel hospodářské záložny v Jablonci nad Jizerou, divadelník, písmák a vyhlášený léčitel. Betlém svého otce zmenšil a dal mu podobu, kterou lze vždy o Vánocích spatřit v Severočeském muzeu. Do muzea jej pak věnoval Václavův syn, Václav Metelka ml. (1924 – 2005) v roce 1967.
Bratranec Jáchyma, Jan, sestrojil betlém, jenž je vystaven v muzeu ve Vysokém nad Jizerou.
Jeho syn Josef Metelka působil jako učitel na obecné škole chlapecké v Jilemnici.

## Mechanický betlém
Metelka s prací na svém největším díle, Mechanickém betlému, začal v roce 1883 a stavbu dokončil doku 1913. Krkonošskému muzeu betlém věnoval sám Metelka jako spoluzakladatel muzea. To tehdy ještě nemělo současné stálé expozice, sídlilo v budově staré radnice a depozitáře mělo na více místech. Do prostor jilemnického zámku se přestěhovalo až v roce 1953, pro účely stěhování byl betlém rozebrán.

## Ohlasy
Jáchym Metelka za svou práci sklidil úspěch již během svého života. Jakožto pedagog se okamžitě stal neobyčejně oblíbenou a výraznou pedagogickou osobností již během svého působení v Nevelkově. Charakterizuje to skutečnost, že se k němu neveklovští (stejně jako později jilemničtí) žáci po celý život rádi s nevšedním vděkem hlásili.
Zájem o jeho betlém byl neméně velký. Svědčí o tom dvě žádosti o pujčení – první z 25. února 1895 pro Národopisnou výstavu českoslovanskou (betlém v té době byl podstatně skromnější než dnes) a z 9. prosince 1914, kdy měl být vystaven v Obecním domě či na Žofíně a výtěžek ze vstupného byl určen sirotkům po padlých vojínech a strádajícím dětem. Vše však nasvědčuje tomu, že betlém Jilemnici nikdy neopustil.
Historik, spisovatel a bývalý ředitel Krkonošského muzea v Jilemnici PaeDr. Jan Luštinec mluví o Metelkovi jako o renesanční osobnosti. Právě díky Metelkově všestrannosti vznikl betlém, dokazující, že se Česko v mechanických betlémech řadí mezi světové velmoci.